# Santana (Amapá)
Santana egy brazil község az ország északi részén elhelyezkedő Amapá állam területén.

### Kerületek
- Santana
- Anauerapucu
- Igarapé do Lago
- Ilha de Santana
- Piaçacá
- Pirativa